# Bistum Elbląg
Das Bistum Elbląg (lat.: Dioecesis Elbingensis, poln.: Diecezja elbląska) ist eine in Polen gelegene römisch-katholische Diözese mit Sitz in Elbląg (deutsch Elbing).

## Geschichte

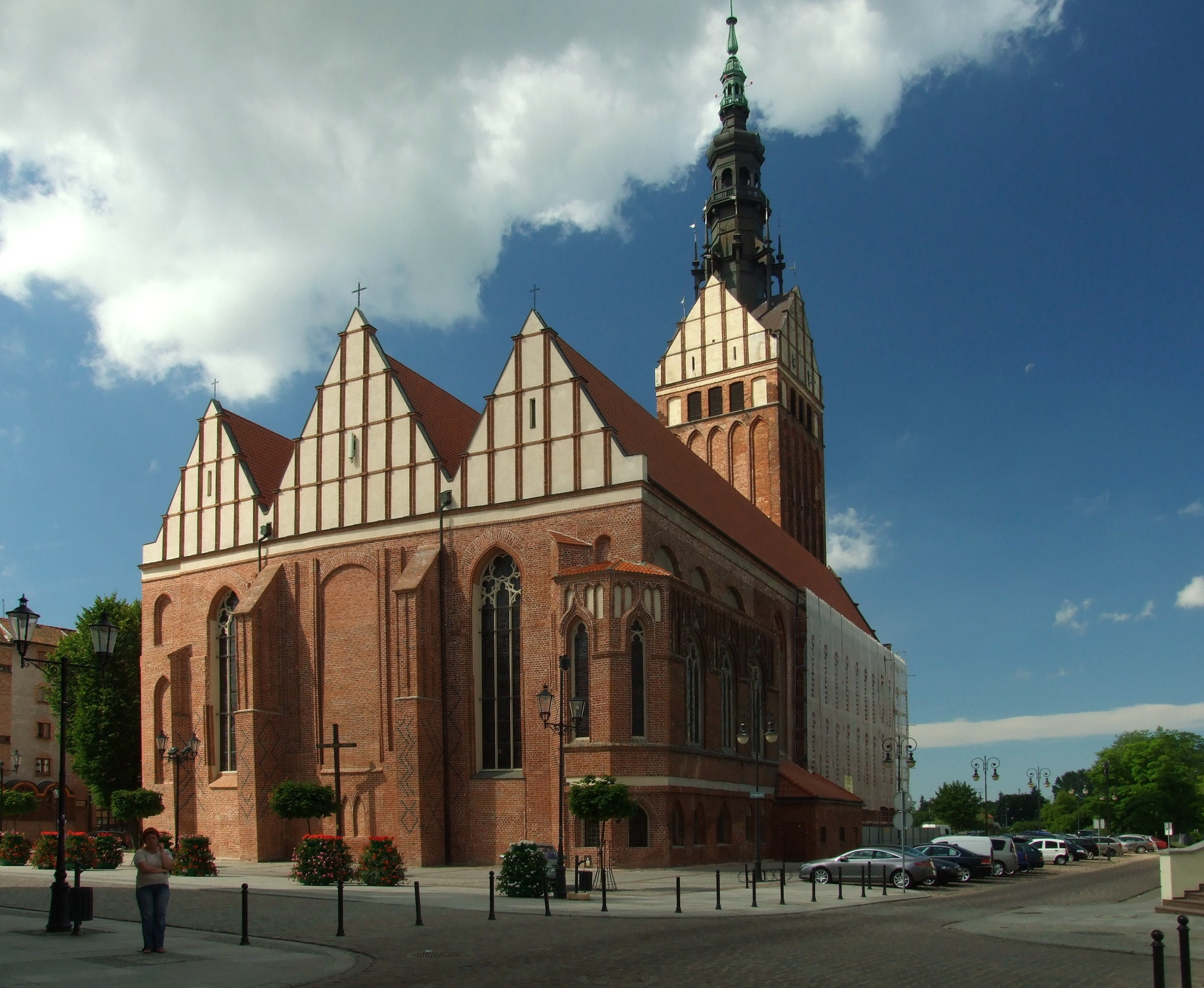
Kathedrale Elbląg

Das Bistum Elbląg wurde am 25. März 1992 durch Papst Johannes Paul II. mit der Apostolischen Konstitution Totus Tuus Poloniae populus aus Gebietsabtretungen der Erzbistümer Danzig und Ermland sowie des Bistums Kulm errichtet und dem Erzbistum Ermland als Suffraganbistum unterstellt.

## Ordinarien

### Bischöfe
- 1992–2003 Andrzej Śliwiński
- 2003–2014 Jan Styrna
- seit 2014 Jacek Jezierski

### Weihbischöfe
- 1992–2015 Józef Wysocki, Titularbischof von Praecausa

## Dekanate
| - Dzierzgoń (Christburg) - Elbląg-Süd - Elbląg-Nord - Elbląg-Zentrum - Iława-Ost (Eylau) - Iława-West - Kwidzyn-Zatorze (Marienwerder) - Kwidzyn-Zentrum - Malbork I (Marienburg) - Malbork II | - Miłomłyn (Liebemühl) - Morąg (Mohrungen) - Nowy Dwór Gdański (Tiegenhof) - Pasłęk I (Preußisch Holland) - Pasłęk II - Stegna (Steegen) - Susz (Rosenberg i.Westpreußen) - Sztum (Stuhm) |

## Bistumspatrone
- Hl. Adalbert, Bischof von Prag  23. April / 20. Oktober (Übertragung der Gebeine)
- Hl. Maximilian Kolbe  14. August
- Hl. Dorothea von Montau OFS  25. Juni